# Ágios Dimítrios - Aléxandros Panagoúlis (métro d'Athènes)
Ágios Dimítrios - Aléxandros Panagoúlis (grec moderne : Άγιος Δημήτριος-Αλέξανδρος Παναγούλης), est une station de métro grecque de la ligne 2 (ligne rouge) du métro d'Athènes, située sur le dème d’Ágios Dimítrios dans le district régional d'Athènes-Centre.
Elle est mise en service en 2004, lors de l'ouverture du tronçon depuis Dáfni.

## Situation ferroviaire
Établie en souterrain, la station d'Ágios Dimítrios - Aléxandros Panagoúlis est située sur la ligne 2 du métro d'Athènes, entre les stations de Dáfni et d'Ilioúpoli.

## Histoire
La nouvelle station terminus provisoire d'Ágios Dimítrios - Aléxandros Panagoúlis est mise en service le  5 juin 2004 lors de l'ouverture à l'exploitation des 1 000 mètres du tronçon de la ligne 2 depuis Dáfni. Construite à 18 mètres sous le niveau du sol, elle est établie suivant un plan différent de celui des autres stations puisqu'elle a un quai central encadré par deux voies.
La station est le terminus de la ligne jusqu'au 26 juillet 2013, lors de l'ouverture du tronçon suivant de 5,5 kilomètres jusqu'à la nouvelle station terminus d'Ellinikó.

## Service des voyageurs

### Accueil
La station dispose de quatre accès, au croisement de l'avenue Vouliagméni avec la rue Kalímnou, sur la rue Ethnikís Antistáseos, deux autres sur avenue Vouliagméni. Ils permettent d'accéder au niveau où se situe la billetterie, le service clients et l'accès au quai central situé plus bas.

### Desserte
Ágios Dimítrios - Aléxandros Panagoúlis est desservie par toutes les circulations de la ligne. Quotidiennement, le premier départ est à 5 h 46 (5 h 52 le week-end), en direction d'Ellinikó, et à 5 h 30, en direction d'Anthoúpoli, le dernier départ est à 0 h 29, en direction d'Ellinikó et à 0 h 8 en direction d'Anthoúpoli (les samedis et dimanches le dernier départ est à 2 h 29 pour Ellinikó et à 2 h 8 pour Anthoúpoli).

### Intermodalité
Près des accès l'on trouve plusieurs arrêts de bus concernant différentes lignes.